# Musca fergusoni
Musca fergusoni är en tvåvingeart som beskrevs av Johnston och Edward Nathaniel Bancroft 1920. Musca fergusoni ingår i släktet Musca och familjen husflugor. Inga underarter finns listade i Catalogue of Life.